# Henry Lowrie Davies
Henry Lowrie Davies, britanski general, * 1898, † 1975.